# Danh sách cầu thủ tham dự Cúp Vàng CONCACAF 1996
Đây là danh sách các cầu thủ tham dự Cúp Vàng CONCACAF 1996.

## Brasil(U-23)
Huấn luyện viên:  Mario Zagallo
| Số | Vt | Cầu thủ            | Ngày sinh (tuổi)            | Số trận | Câu lạc bộ           |
| -- | -- | ------------------ | --------------------------- | ------- | -------------------- |
| 1  | TM | Danrlei            | 18 tháng 4, 1973 (22 tuổi)  |         | Grêmio               |
| 2  | HV | Zé Maria           | 25 tháng 7, 1973 (22 tuổi)  |         | Portuguesa           |
| 3  | HV | Alexandre Lopes    | 29 tháng 10, 1974 (21 tuổi) |         | Corinthians          |
| 4  | HV | Narciso            | 23 tháng 12, 1973 (22 tuổi) |         | Santos               |
| 5  | TV | Flavio Conceição   | 13 tháng 6, 1974 (21 tuổi)  |         | Palmeiras            |
| 6  | HV | André Luiz         | 11 tháng 1, 1974 (21 tuổi)  |         | São Paulo            |
| 7  | TĐ | Caio               | 16 tháng 8, 1975 (20 tuổi)  |         | Inter Milan          |
| 8  | TV | Amaral             | 28 tháng 2, 1973 (22 tuổi)  |         | Palmeiras            |
| 9  | TV | Iranildo           | 16 tháng 10, 1976 (19 tuổi) |         | Botafogo             |
| 10 | TV | Arílson            | 11 tháng 6, 1973 (22 tuổi)  |         | 1. FC Kaiserslautern |
| 11 | TĐ | Sávio              | 9 tháng 1, 1974 (22 tuổi)   |         | Flamengo             |
| 12 | TM | Dida               | 7 tháng 10, 1973 (22 tuổi)  |         | Cruzeiro             |
| 13 | HV | Carlinhos Paulista | 5 tháng 2, 1974 (21 tuổi)   |         | Guarani              |
| 14 | HV | Gélson Baresi      | 11 tháng 5, 1974 (21 tuổi)  |         | Cruzeiro             |
| 15 | HV | Zé Roberto         | 6 tháng 7, 1974 (21 tuổi)   |         | Portuguesa           |
| 16 | TV | Zé Elias           | 25 tháng 9, 1976 (19 tuổi)  |         | Corinthians          |
| 17 | TV | Beto               | 7 tháng 1, 1975 (21 tuổi)   |         | Botafogo             |
| 18 | TĐ | Paulo Jamelli      | 22 tháng 7, 1972 (23 tuổi)  |         | Santos               |
| 19 | TV | Souza              | 6 tháng 6, 1975 (20 tuổi)   |         | Corinthians          |
| 20 | TĐ | Leandro Machado    | 22 tháng 3, 1976 (19 tuổi)  |         | Internacional        |

## Canada
Huấn luyện viên:  Bob Lenarduzzi
| Số | Vt | Cầu thủ          | Ngày sinh (tuổi)            | Số trận | Câu lạc bộ           |
| -- | -- | ---------------- | --------------------------- | ------- | -------------------- |
| 1  | TM | Craig Forrest    | 20 tháng 9, 1967 (28 tuổi)  | 29      | Ipswich Town         |
| 2  | HV | Frank Yallop     | 4 tháng 4, 1964 (31 tuổi)   | 35      | Blackpool            |
| 3  | HV | Iain Fraser      | 7 tháng 4, 1963 (32 tuổi)   | 13      | Sacramento Knights   |
| 6  | HV | Colin Miller     | 4 tháng 10, 1964 (31 tuổi)  | 45      | Dunfermline Athletic |
| 7  | TĐ | Tomasz Radzinski | 14 tháng 12, 1973 (22 tuổi) | 4       | Germinal Ekeren      |
| 8  | TV | Lyndon Hooper    | 30 tháng 5, 1966 (29 tuổi)  | 54      | Montreal Impact      |
| 9  | TV | Alex Bunbury     | 18 tháng 6, 1967 (28 tuổi)  | 45      | Marítimo             |
| 11 | TV | Tom Kouzmanis    | 22 tháng 4, 1973 (22 tuổi)  | 3       | Montreal Impact      |
| 12 | TĐ | Carlo Corazzin   | 25 tháng 12, 1971 (24 tuổi) | 11      | Cambridge United     |
| 14 | TV | Geoff Aunger     | 4 tháng 2, 1968 (27 tuổi)   | 26      | Vancouver 86ers      |
| 15 | TV | John Limniatis   | 24 tháng 6, 1967 (28 tuổi)  | 37      | Montreal Impact      |
| 16 | TV | Kevin Holness    | 25 tháng 9, 1971 (24 tuổi)  | 6       | Montreal Impact      |
| 17 | TV | Martin Dugas     | 15 tháng 10, 1972 (23 tuổi) | 0       | Cambuur              |
| 18 | TM | Paul Dolan       | 16 tháng 4, 1966 (29 tuổi)  | 47      | Vancouver 86ers      |
| 20 | TĐ | Niall Thompson   | 16 tháng 4, 1974 (21 tuổi)  | 6       | Montreal Impact      |
| 22 | TM | Pat Onstad       | 13 tháng 1, 1968 (27 tuổi)  | -       | Montreal Impact      |
| 23 | HV | Carl Fletcher    | 26 tháng 12, 1971 (24 tuổi) | 3       | Montreal Impact      |
| 24 | HV | Ian Carter       | 20 tháng 9, 1967 (28 tuổi)  | 8       | Foshan               |
| 25 | HV | Paul Fenwick     | 25 tháng 8, 1969 (26 tuổi)  | 1       | St Mirren            |

## El Salvador
Huấn luyện viên:  José Omar Pastoriza
| Số | Vt | Cầu thủ               | Ngày sinh (tuổi)            | Số trận | Câu lạc bộ       |
| -- | -- | --------------------- | --------------------------- | ------- | ---------------- |
|    | TM | Misael Alfaro         | 6 tháng 1, 1971 (25 tuổi)   |         | Luis Ángel Firpo |
|    | TM | Raúl García           | 13 tháng 9, 1962 (33 tuổi)  |         | Águila           |
|    | HV | Leonel Carcamo        | 5 tháng 5, 1965 (30 tuổi)   |         | Luis Ángel Firpo |
|    | HV | Jaime Vladimir Cubías | 10 tháng 3, 1974 (21 tuổi)  |         | FAS              |
|    | HV | Carlos Hernández      |                             |         | Águila           |
|    | HV | Wilfredo Iraheta      | 22 tháng 2, 1967 (28 tuổi)  |         | FAS              |
|    | HV | Mario Mayén Meza      | 19 tháng 5, 1968 (27 tuổi)  |         | FAS              |
|    | HV | William Osorio        | 13 tháng 4, 1971 (24 tuổi)  |         | Luis Ángel Firpo |
|    | TV | Carlos Castro Borja   | 1 tháng 8, 1967 (28 tuổi)   |         | Atlético Marte   |
|    | TV | Erber Burgos          | 31 tháng 12, 1969 (26 tuổi) |         | FAS              |
|    | TV | Mauricio Cienfuegos   | 12 tháng 2, 1968 (27 tuổi)  |         | Luis Ángel Firpo |
|    | TV | Milton Meléndez       | 3 tháng 8, 1967 (28 tuổi)   |         | Alianza          |
|    | TV | Marlon Menjívar       | 1 tháng 9, 1965 (30 tuổi)   |         | Luis Ángel Firpo |
|    | TV | Erick Prado           | 25 tháng 1, 1976 (19 tuổi)  |         | ADET             |
|    | TV | Guillermo Rivera      | 11 tháng 1, 1969 (26 tuổi)  |         | FAS              |
|    | TV | Jorge Rodríguez       | 20 tháng 5, 1971 (24 tuổi)  |         | FAS              |
|    | TĐ | Raúl Díaz Arce        | 1 tháng 2, 1970 (25 tuổi)   |         | Luis Ángel Firpo |
|    | TĐ | Ronald Cerritos       | 3 tháng 1, 1975 (21 tuổi)   |         | ADET             |
|    | TĐ | Oscar Díaz            |                             |         | Municipal Limeño |
|    | TĐ | William Renderos      | 3 tháng 10, 1971 (24 tuổi)  |         | Luis Ángel Firpo |

## Guatemala
Huấn luyện viên: Juan Ramón Verón
| Số | Vt | Cầu thủ                     | Ngày sinh (tuổi)            | Số trận | Câu lạc bộ              |
| -- | -- | --------------------------- | --------------------------- | ------- | ----------------------- |
|    | TM | Edgar Estrada               | 16 tháng 11, 1967 (28 tuổi) |         | CSD Municipal           |
|    | TM | Julio César Englenton Chuga | 22 tháng 1, 1966 (29 tuổi)  |         | Aurora FC               |
|    | HV | Eduardo Acevedo             | 8 tháng 6, 1972 (23 tuổi)   |         | CSD Comunicaciones      |
|    | HV | Julio Girón                 | 2 tháng 3, 1970 (25 tuổi)   |         | Aurora FC               |
|    | HV | Iván León                   | 3 tháng 3, 1967 (28 tuổi)   |         | CSD Comunicaciones      |
|    | HV | Martín Machón               | 4 tháng 2, 1973 (22 tuổi)   |         | CSD Comunicaciones      |
|    | HV | Erick Miranda               | 17 tháng 12, 1971 (24 tuổi) |         | Amatitlán               |
|    | HV | Marvin Ruano                | 8 tháng 9, 1969 (26 tuổi)   |         | Aurora FC               |
|    | HV | German Ruano                | 17 tháng 10, 1971 (24 tuổi) |         | CSD Municipal           |
|    | TV | Carlos Castañeda            | 4 tháng 1, 1963 (33 tuổi)   |         | CSD Comunicaciones      |
|    | TV | Miguel Estuardo Coronado    | 29 tháng 3, 1970 (25 tuổi)  |         | Deportivo Suchitepéquez |
|    | TV | Juan Manuel Funes           | 16 tháng 5, 1966 (29 tuổi)  |         | CSD Municipal           |
|    | TV | Jorge René Guzman           | 29 November 1969 (aged 26)  |         | Deportivo Escuintla     |
|    | TV | Carlos Lemus                | 17 tháng 6, 1974 (21 tuổi)  |         | Amatitlán               |
|    | TV | Jorge Rodas                 | 9 tháng 10, 1971 (24 tuổi)  |         | CSD Comunicaciones      |
|    | TĐ | Edgar Arriaza               | 16 tháng 4, 1968 (27 tuổi)  |         | CSD Comunicaciones      |
|    | TĐ | Juan Carlos Plata           | 1 tháng 1, 1971 (25 tuổi)   |         | CSD Municipal           |
|    | TĐ | Julio Rodas                 | 9 tháng 12, 1966 (29 tuổi)  |         | C.D. FAS                |
|    | TĐ | Edgar Valencia              | 31 tháng 3, 1971 (24 tuổi)  |         | CSD Municipal           |
|    | TĐ | Edwin Westphal              | 3 tháng 4, 1966 (29 tuổi)   |         | Aurora FC               |

## Honduras
Huấn luyện viên:  Ernesto Rosa Guedes
| Số | Vt | Cầu thủ               | Ngày sinh (tuổi)            | Số trận | Câu lạc bộ         |
| -- | -- | --------------------- | --------------------------- | ------- | ------------------ |
|    | TM | Milton Flores         | 5 tháng 12, 1974 (21 tuổi)  |         | Real España        |
|    | TM | Wílmer Cruz           | 18 tháng 12, 1965 (30 tuổi) |         | Motagua            |
|    | HV | Arnold Cruz           | 22 tháng 12, 1971 (24 tuổi) |         | Toluca             |
|    | HV | José Fernandez        | 7 January 1970 (aged 26)    |         | Olimpia            |
|    | HV | Norberto Martínez     | 6 June 1966 (aged 29)       |         | Olimpia            |
|    | HV | Raúl Martínez Sambulá | 14 tháng 3, 1963 (32 tuổi)  |         | Victoria           |
|    | HV | Mario Peri            | 5 March 1970 (aged 25)      |         | Deportivo Sipesa   |
|    | HV | Behiker Bustillo      | 30 tháng 12, 1973 (22 tuổi) |         | Marathón           |
|    | TV | Renán Aguilera        | 23 November 1965 (aged 30)  |         | Victoria           |
|    | TV | Camilo Bonilla        | 30 tháng 9, 1971 (24 tuổi)  |         | Deportivo Sipesa   |
|    | TV | Óscar Lagos           | 17 tháng 6, 1973 (22 tuổi)  |         | Real Maya          |
|    | TV | Alex Pineda Chacón    | 19 tháng 12, 1969 (26 tuổi) |         | Olimpia            |
|    | TV | Jorge Pineda          | 26 tháng 11, 1964 (31 tuổi) |         | Vida               |
|    | TV | José Luis Pineda      | 19 tháng 3, 1975 (20 tuổi)  |         | Olimpia            |
|    | TV | Christian Santamaria  | 20 tháng 12, 1972 (23 tuổi) |         | Olimpia            |
|    | TĐ | Eduardo Bennett       | 17 tháng 9, 1968 (27 tuổi)  |         | Argentinos Juniors |
|    | TĐ | Presley Carson        | 20 tháng 7, 1968 (27 tuổi)  |         | Motagua            |
|    | TĐ | Enrique Reneau        | 9 tháng 4, 1971 (24 tuổi)   |         | Olimpia            |
|    | TĐ | Eugenio Dolmo Flores  | 31 tháng 7, 1965 (30 tuổi)  |         | Olimpia            |
|    | TĐ | Milton Núñez          | 30 tháng 10, 1972 (23 tuổi) |         | CSD Comunicaciones |

## México
Huấn luyện viên:  Bora Milutinović
| Số | Vt | Cầu thủ             | Ngày sinh (tuổi)            | Số trận | Câu lạc bộ  |
| -- | -- | ------------------- | --------------------------- | ------- | ----------- |
| 1  | TM | Oswaldo Sanchez     | 21 tháng 9, 1973 (22 tuổi)  |         | Atlas       |
| 2  | HV | Claudio Suárez      | 17 tháng 12, 1968 (27 tuổi) |         | UNAM Pumas  |
| 3  | HV | Francisco Sánchez   | 10 tháng 5, 1972 (23 tuổi)  |         | América     |
| 4  | HV | Salvador Carmona    | 22 tháng 8, 1975 (20 tuổi)  |         | Toluca      |
| 5  | HV | Duilio Davino       | 21 tháng 3, 1976 (19 tuổi)  |         | UAG Tecos   |
| 6  | TV | Raúl Rodrigo Lara   | 28 tháng 2, 1973 (22 tuổi)  |         | América     |
| 7  | TV | Ramón Ramírez       | 5 tháng 12, 1969 (26 tuổi)  |         | Guadalajara |
| 8  | TV | Alberto Garcia Aspe | 11 tháng 5, 1967 (28 tuổi)  |         | Necaxa      |
| 9  | TĐ | Ricardo Peláez      | 14 tháng 3, 1964 (31 tuổi)  |         | Necaxa      |
| 10 | TĐ | Luis García Postigo | 1 tháng 6, 1969 (26 tuổi)   |         | América     |
| 11 | TĐ | Luis Hernández      | 22 tháng 12, 1968 (27 tuổi) |         | Necaxa      |
| 12 | TM | Carlos Briones      | 16 tháng 6, 1968 (27 tuổi)  |         | Tecos UAG   |
| 14 | TV | Joaquín del Olmo    | 20 tháng 4, 1969 (26 tuổi)  |         | América     |
| 15 | TĐ | Cuauhtémoc Blanco   | 17 tháng 1, 1973 (22 tuổi)  |         | América     |
| 16 | HV | Edson Astivia       | 9 tháng 4, 1975 (20 tuổi)   |         | Toros Neza  |
| 17 | HV | Germán Villa        | 2 tháng 4, 1973 (22 tuổi)   |         | América     |
| 18 | TĐ | Agustín García      | 1 tháng 6, 1973 (22 tuổi)   |         | UAG Tecos   |
| 19 | TM | Jorge Campos        | 15 tháng 10, 1966 (29 tuổi) |         | Atlante     |
| 20 | TĐ | Eustacio Rizo       | 30 tháng 9, 1971 (24 tuổi)  |         | UAG Tecos   |
| 21 | HV | Raúl Gutiérrez      | 16 tháng 10, 1966 (29 tuổi) |         | América     |

## Saint Vincent và Grenadines
Huấn luyện viên:  Lenny Taylor

## Trinidad và Tobago
Huấn luyện viên:  Zoran Vranes
| Số | Vt | Cầu thủ          | Ngày sinh (tuổi)            | Số trận | Câu lạc bộ         |
| -- | -- | ---------------- | --------------------------- | ------- | ------------------ |
|    | TM | Michael McCommie | 22 tháng 4, 1972 (23 tuổi)  |         | ECM Motown         |
|    | TM | Ross Russell     | 18 tháng 12, 1967 (28 tuổi) |         | Defence Force      |
|    | HV | Craig Demmin     | 21 tháng 5, 1971 (24 tuổi)  |         | East Fife          |
|    | HV | Ancil Elcock     | 17 tháng 3, 1969 (26 tuổi)  |         | Malta Carib Alcons |
|    | HV | Dexter Francis   | 1 tháng 4, 1963 (32 tuổi)   |         | United Petrotrin   |
|    | HV | Shawn Garcia     |                             |         | Defence Force      |
|    | HV | Sherwyn Julien   |                             |         | United Petrotrin   |
|    | HV | Richard Theodore |                             |         | Defence Force      |
|    | HV | Alvin Thomas     |                             |         | San Juan Jabloteh  |
|    | TV | Lyndon Andrews   | 20 tháng 1, 1976 (19 tuổi)  |         | Superstar Rangers  |
|    | TV | Arnold Dwarika   | 23 tháng 2, 1973 (22 tuổi)  |         | East Fife          |
|    | TV | Marvin Faustin   | 22, October 1967 (aged 28)  |         | Superstar Rangers  |
|    | TV | Russell Latapy   | 2 tháng 8, 1968 (27 tuổi)   |         | Porto              |
|    | TV | David Nakhid     | 15 tháng 5, 1964 (31 tuổi)  |         | Al Ansar           |
|    | TV | Anthony Rougier  | 17 tháng 7, 1971 (24 tuổi)  |         | Raith Rovers       |
|    | TV | Terry St. Louis  |                             |         | San Juan Jabloteh  |
|    | TĐ | Angus Eve        | 23 tháng 2, 1972 (23 tuổi)  |         | Defence Force      |
|    | TĐ | Evans Wise       | 23 tháng 11, 1973 (22 tuổi) |         | SG Egelsbach       |
|    | TĐ | Dwight Yorke     | 3 tháng 11, 1971 (24 tuổi)  |         | Aston Villa        |

## Hoa Kỳ
Huấn luyện viên:  Steve Sampson
| Số | Vt | Cầu thủ        | Ngày sinh (tuổi)            | Số trận | Câu lạc bộ          |
| -- | -- | -------------- | --------------------------- | ------- | ------------------- |
|    | TM | Brad Friedel   | 18 tháng 5, 1971 (24 tuổi)  |         | Galatasaray         |
|    | TM | Kasey Keller   | 29 tháng 11, 1969 (26 tuổi) |         | Millwall            |
|    | HV | Jeff Agoos     | 2 tháng 5, 1968 (27 tuổi)   |         | D.C. United         |
|    | HV | Marcelo Balboa | 8 tháng 8, 1967 (28 tuổi)   |         | Leon                |
|    | HV | Mike Burns     | 14 tháng 9, 1970 (25 tuổi)  |         | Viborg              |
|    | HV | Paul Caligiuri | 9 tháng 5, 1964 (31 tuổi)   |         | FC St. Pauli        |
|    | HV | Frankie Hejduk | 5 tháng 8, 1974 (21 tuổi)   |         | Cầu thủ tự do       |
|    | HV | Alexi Lalas    | 1 tháng 6, 1970 (25 tuổi)   |         | Padova              |
|    | HV | Steve Pittman  | 18 tháng 7, 1967 (28 tuổi)  |         | Partick Thistle     |
|    | TV | Thomas Dooley  | 5 tháng 12, 1961 (34 tuổi)  |         | Schalke 04          |
|    | TV | John Harkes    | 8 tháng 3, 1967 (28 tuổi)   |         | West Ham United     |
|    | TV | Cobi Jones     | 16 tháng 6, 1970 (25 tuổi)  |         | Vasco da Gama       |
|    | TV | Frank Klopas   | 1 tháng 9, 1966 (29 tuổi)   |         | Kansas City Wizards |
|    | TV | Tab Ramos      | 21 tháng 9, 1966 (29 tuổi)  |         | Tigres UANL         |
|    | TV | Claudio Reyna  | 20 tháng 7, 1973 (22 tuổi)  |         | Bayer Leverkusen    |
|    | TV | Mike Sorber    | 14 tháng 5, 1971 (24 tuổi)  |         | UNAM Pumas          |
|    | TĐ | Jovan Kirovski | 18 tháng 3, 1976 (19 tuổi)  |         | Manchester United   |
|    | TĐ | Roy Lassiter   | 9 tháng 3, 1969 (26 tuổi)   |         | Tampa Bay Mutiny    |
|    | TĐ | Joe-Max Moore  | 23 tháng 2, 1971 (24 tuổi)  |         | 1. FC Nürnberg      |
|    | TĐ | Eric Wynalda   | 9 tháng 6, 1969 (26 tuổi)   |         | VfL Bochum          |